# Dennis John Duncanson
Dennis John Duncanson OBE (* 26. Mai 1917 in London Borough of Lambeth; † 15. April 1998 in Osborne House, Isle of Wight) war ein britischer Beamter der Kolonialverwaltung, Politikwissenschaftler und Asienexperte.

## Leben und Wirken
Dennis John Duncanson studierte Geschichte und Politikwissenschaft an der University of London und legte dort 1938 die Magisterprüfung ab. Während des Zweiten Weltkriegs folgte sein Militärdienst, u. a. war er in Norwegen und Eritrea stationiert. Nach dem Krieg trat er in den britischen Colonial Service ein und war zunächst von 1946 bis 1957 in Malaysia im Einsatz. Von 1957 bis 1961 war er beim Amt des britischen Gouverneurs in Hongkong tätig und anschließend bis 1967 an der britischen Botschaft in Saigon (Süd-Vietnam). Während seiner Dienstzeit in Asien erlernte er die chinesische und zum Teil auch die vietnamesische Sprache und konnte seine umfangreichen Landeskenntnisse nutzen, als er nach einer kurzen Zeit an der London School of Economics (1967 bis 1969) Dozent an der University of Kent wurde. Im Jahre 1978 erwarb er dort den Doktorgrad. Neben journalistischen Arbeiten für die BBC und wissenschaftlichen Veröffentlichungen über Vietnam und China war Duncanson über lange Zeit ein intensiver Mitarbeiter der Royal Asiatic Society. 1977 wurde er ihr Direktor, von 1982 bis 1985 war er Präsident dieser Gesellschaft und in den Zeiträumen von 1986 bis 1989 und von 1992 bis 1995 erneut Direktor.
Im Jahre 1963 wurde er als „Officer of the Order of the British Empire“ (OBE) ausgezeichnet.

## Veröffentlichungen (Auswahl)
- Government and revolution in Vietnam. Oxford University Press, Oxford 1968.
- Vietnam und die Großmächte. In: Europa-Archiv, Bd. 24 (1969), S. 427–438.
- Vietnam as a nation-state. In: Modern Asian studies, Bd. 3 (1969), S. 117–129.
- China*s weight in South East Asia (= Conflict studies, H. 5). The Current Affairs Research Services Centre, London 1970.
- Indo-China. The conflict analysed (= Conflict studies, H. 39). Institute for the Study of Conflict, London 1973, ISBN 0-903366-22-3.
- South Vietnam, detente and reconstruction. In: International affairs, Bd. 49 (1973), S. 554–566.
- Ho-chi-Minh in Hong Kong. In: The China quarterly, Nr. 57 (1974), S. 84–100.
- The peacetime strategy of the Chinese People's Republic. Institute for the Study of Conflict, London 1977.
- Der Konflikt zwischen Pnom Penh und Hanoi. In: Europa-Archiv, Bd. 33 (1978), S. 369–376.
- Symbiotic insurgency in Vietnam ten years after. In: International affairs, Bd. 54 (1978), S. 589–601.
- Die strategischen Hintergründe des chinesischen Vietnam-Krieges. In: Europa-Archiv, Bd. 34 (1979), S. 336–344.
- Cambodia - an elusive nationhood. In: Asian affairs, Bd. 67 (1980), S. 254–263.
- Dilemmas of defence against national liberation. In: The Year Book of World Affairs, Bd. 34 (1980), S. 237–251.
- Sino-Soviet rivalry in Southeast Asia. A Western European view. In: Contemporary Southeast Asia, Bd. 1 (1980), S. 367–381.
- Indo-China, militarization of the state. In: Leslie Holmes (Hrsg.): The withering away of the state? Party and state under communism. Sage, London 1981, S. 175–195, ISBN 0-8039-9796-5.
- Lessons of modern history. The British experience. In: Sam Charles Sarkesian (Hrsg.): U.S. policy and low-intensity conflict. Potentials for military struggles in the 1980s. Transaction Books, New Brunswick 1981, S. 95–126, ISBN 0-87855-851-9.
- Changing qualities of Chinese life. Macmillan, London 1982, ISBN 0-333-30682-1.
- The dependance of Laos. In: Martin Stuart-Fox (Hrsg.): Contemporary Laos. St. Martin's Press. New York 1982, S. 313–323, ISBN 0-312-16676-1.
- The scramble to unscramble French Indochina. In: Asian affairs, Bd. 13 (1982), S. 161–170.
- The Far East as a Conflict Area. In: Werner Kaltefleiter (Hrsg.): Conflicts, options, strategies in a threatened world, 1984. Institute of Political Science, Kiel 1984, S. 173–190.
- Strategic tensions in Southeast Asia (= Conflict studies, H. 176). Institute for the Study of Conflict, London 1985.
- Reform und Macht in China. In: Europa-Archiv, Bd. 42 (1987), S. 129–138.